# Scott Young (écrivain)
Pour les articles homonymes, voir Scott Young (homonymie) et Young.
Scott Alexander Young (14 avril 1918 - 12 juin 2005) est un journaliste et écrivain canadien. Il est également le père du chanteur canadien Neil Young et de sa demi-sœur Astrid Young (en). 
Au cours de sa carrière, il a publié environ 45 livres.

## Jeunesse
Scott Young nait à Cypress River (Manitoba) (en) et grandit près de Glenboro, où son père, Percy Andrew Young, possède une pharmacie. Sa mère est Jean Ferguson Paterson.
Après la faillite de Percy Young en 1926, la famille déménage à Winnipeg. Le couple se sépare en 1930 et Scott part vivre un an avec sa tante et son oncle à Prince Albert (Saskatchewan), avant de revenir à Winnipeg pour vivre avec sa mère. Il quitte l'école à l'âge de 16 ans et travaille pour un vendeur de tabac.
Young commence l'écriture à l'adolescence et soumet ses histoires à divers publications. La plupart d'entre elles sont refusées. En 1936, à l'âge de 18 ans, il est engagé comme courrier (en) au Winnipeg Free Press. Rapidement, il fait des reportages sportifs. Il rencontre Edna Blow « Rassy » Ragland en 1937 et le couple se marie en 1940.

## Toronto
En 1941, le couple déménage à Toronto, où Young travaille pour La Presse canadienne (PC). Son premier fils, Bob Young, naît en 1942. Cinq mois plus tard, Young est envoyé par la PC en Angleterre pour couvrir la Seconde Guerre mondiale. Il revient un an plus tard et joint la Marine royale canadienne, où il sert jusqu'à la fin de la guerre en 1945. Young réintègre la PC et devient assistant éditeur à Maclean's. Son deuxième fils, Neil Young, naît en novembre 1945 à Toronto.
Young vend des écrits de fiction à diverses publications canadiennes et américaines, dont The Saturday Evening Post et Collier's Weekly. En 1948, il quitte son travail à Maclean's pour écrire des nouvelles à plein temps.
En 1949, Young achète une maison à Omemee (Ontario) (en), près de Peterborough. Les finances familiales varient en fonction du succès des ventes de nouvelles et Young commence à travailler à temps partiel pour Sports Illustrated. Sa première nouvelle, The Flood, est publiée en 1956.
En 1951 il est victime d'une attaque de polio, au cours de la dernière grande épidémie survenue en Ontario.
Young déménage à Pickering et passe un an à travailler en relations publiques pour une compagnie d'aéronautique avant de revenir à Toronto en 1957 pour travailler comme chroniqueur au Globe and Mail, où il écrit une colonne à chaque jour[pas clair].
En 1959, Young rencontre Astrid Mead alors qu'il est en Colombie-Britannique. Peu après, il divorce de sa femme et se marie avec Mead en 1961. L'année suivante, le couple donne naissance à Astrid Young (en).

## Vie à la ferme
En 1967, Young achète une ferme de 100 acres (0,404685642 km2) près de Omemee, dans le Cavan Township. Il y construit une maison. En 1969, il demande à être transféré aux bureaux d'Ottawa du Globe.